# AECOM
AECOM은 미국의 다국적 인프라 컨설팅 기업이다.
AECOM의 직원 수는 약 51,000명이며 2019 포춘 500 목록에서 157위로 순위를 올렸다.
이 기업의 공식 사명은 1990년부터 2015년까지 AECOM 테크놀로지 코퍼레이션(AECOM Technology Corporation)이었으며 현재는 AECOM으로 부른다. 이 기업은 티커 심볼 ACM 하에 뉴욕 증권거래소(NYSE)에 상장되어 있으며 프랑크푸르트 증권거래소에는 티커 심볼 E6Z로 상장되어 있다.
2021년 8월, AECOM은 글로벌 본사를 캘리포니아주 로스앤젤레스에서 텍사스주 댈러스로 옮길 계획을 발표했다.